# Орера
„Орера“ (на грузински: ვია ორერა; на руски: Орэра) е грузинска вокално-инструментална група, създадена от Робърт Барджимашвили в Грузинската държавна филхармония в Тбилиси през 1961 година. Думата „Орера“ е идиома, непреводим рефрен на грузинските народни песни. По време на Съветския съюз „Орера“ е първата група, гастролираща не само в страни от Варшавския договор (Чехословакия, Унгария, ГДР, Полша, България, Румъния, Куба), страни в Азия и Африка (Иран, Афганистан, Сенегал, Индия, Йемен, Никарагуа), но също и в страни извън социалистическия блок – Англия, Канада, Сингапур, Франция, Австралия, САЩ, Мексико, Финландия и няколко други. Разбира се, съставът многократно е концертирал във всяка от 15-те републики на СССР.

## История
Историята на групата датира от 1958 г., когато млади музиканти, студенти от Тбилисиския държавен педагогически институт за чужди езици, водени от Робърт Бардимашвили, организират своето вокално и инструментално трио.
Съставът включва: Робърт Барджимашвили – китара, клавиатури, вокал, Теймураз Давитайя – китара, вокал и Зураб Яшвили – хармоника, клавирни. В репертоара на музикантите зима песни на съветски и чуждестранни автори. Триото участва в любителски състезания в Талин, изпълнявани в концертната програма „Когато звездите светят“ в Москва, Ленинград и много други градове на СССР. В началото на 60-те години, по покана на Робърт Барджимашвили, Гено Надирашвили се присъединява към ансамбъла – тромпет, контрабас, вокал, преди това работи в джаз оркестъра на Георги Габескирий, след това е солист и контрабасист в Държавния поп оркестър „Реро“, художествен ръководител Константин Певзнер, по-късно в джаз трио „Джанг“ и „Кавказ“ на Борис Ричков, по-късно известен съветски композитор. С времето пианистът Вагиф Мустафа-Заде става член на ансамбъла. Екипът е попълнен и с прекрасен певец, лауреат на VI Световен фестивал на младежта и студентите през 1957 г., възпитаник на Държавната консерватория в Тбилиси В. Сараджишвили, Нани Брегвадзе, която преди това е работила в Тбилиси в държавния естраден оркестър „Реро“. Певицата като част от Московската музикална зала също изнася концерти във Франция – Парижката зала „Олимпия“ и в Канада през 1964 г. Нани Брегвадзе е солистка в ансамбъл „Орера“ в продължение на 15 години. Тя пее в дует с много солисти и изпълнява солови романси: „Радост“ (м. М. Шишкин), „Уикет“ (А. Обухов – А. Будищев), „Но все още те обичам“ (т. Н. Ленски), „Само веднъж в живота са срещи“ (Б.Фомин – П.Герман) и много други, акомпанирани на пиано. През 1966 г., след като напуска ансамбъл „Диело“, съставът на група „Орера“ е попълнен от Вахтанг Кикабидзе – ударни инструменти, вокал. Младият екип успешно представя концертната си програма в Театъра на естрадата в Москва (1966) и в много градове на Съветския съюз.
Звездният успех на група „Орера“ идва с грузински песни: „Лалеби“ (грузинска народна песен – руски текст: А. Дмоховски), „Анандали“ (Р. Лагидзе – П. Грузински), „За нашите момичета“ (Г. Цабадзе – Н. Гиасамедзе) и чужди песни: „Любов“, „Ден след ден“ (английски песни), „Пътешественици в нощта“ (Б. Кемферт – Ч. Сингълтън, Е. Шнайдер), „Топол“ (Г. Пономаренко – А. Колесников), изпълнена на 1 май в „Синята светлина“ на Централната телевизия, която всъщност е първата визитна картичка на групата. През 1967 г. група „Орера“, от името на Съветския съюз, участва в изложението EXPO-67 в Канада, на което Вахтанг Кикабидзе е признат за третия най-добър барабанист в света. През същата година All-Union – звукозаписна компания – издава две дългосвирещи плочи на групата, в които са включени песни на съветски и чуждестранни автори.
Фирма „Мелодия“ издава малка плоча на групата. „Орера„ са седем млади мъже от Грузия, обединени от любов към песента, седем великолепни музиканти, които свирят на различни инструменти, танцуват и пеят. А с тях Нани Брегвадзе – певица с най-редките чар, вкус и женственост, поп изпълнител, чието име е добре известно на всички, които обичат песента“, пише на обложката на плочата.
Паралелно с работата си в „Орера“, Вахтанг Кикабидзе участва в руското кино. През пролетта на 1970 г., на Международния филмов фестивал в Картахена-70 в Колумбия, той получава наградата за най-добро мъжко представление във филма „Не плачи“ (1969), режисиран от Георги Данелия. В следващите години певецът блестящо изиграва ролите на своите герои във филмите „Мелодии от квартал Верийски“ (1973), режисиран от Георги Шенгелая, „Мимино“ (1977), режисиран от Георги Данелия и много други.
В грузинското студио „Телефилм“ е заснет музикалният филм „Орера, пълен напред!“, режисьор: Заал Какадзе. Във филма участват Георги Бардзимашвили, Нани Брегвадзе, Теймураз Давитая, Гено Надирашвили, Вахтанг Кикабидзе, Теймураз Мегвинет Ухуцеси и Зураб Яшвили. Хитовете на годината стават песните на композитора Григорий Пономаренко „Къде мога да взема такава песен“ (т. Маргарита Агашина) и „Не съжалявам, не викам, не плача“ (т. Сергей Есенин), солист: Зураб Яшвили, а също и „Пиян съм от любовта“ (М. Жур-А. Борли), солист: Вахтанг Кикабидзе, „Скъпи дълги“ (Б. Фомин – К. Подревски), солист: Нани Брегвадзе, „Имам мечта“ (Атанас Бояджиев – Богомил Гудев), солисти: Нани Брегвадзе, Робърт Бардимашвили и други песни.
В различни години на творчество на сцената в ансамбъла се присъединяват: Валери Ломзадзе, Тенгиз Жвания, Вахтанг Куция, Давид Узунов, Нодар Чиджавадзе – Роде и много други музиканти. През 1972 г. композиторът Павел Едоницки включва хитовата песен „Васильк“ (т. Ян Халецки), изпълнена от „Орера“ в негова дългосвиреща плоча на фирма „Мелодия“. През 1973 г. „Мелодия“ пуска поредната плоча на колектива, която включва песните: „Мария Изабел“ (чилийска народна песен), „Кажи ми какво обичаш“ (Нино Рота), „Песен за любовта“ (Ф. Лей), солист: Теймурас Давитая, „Да бъде така“ (Милячи – чешма), солист: Робърт Барджимашвили.
През 1977 г. в студиото на „Лентелефильм“ е заснет филм за работата на групата, режисиран от В. Шерстобитов, в който са изпълнени нови песни, създадени от екипа.
В репертоара на групата има много песни на много нации по света, които музикантите научават от своите туристически пътувания, които се провеждат в 15 републики на СССР, Европа, Азия, Африка, Австралия и Америка. Като плод на много съвместни изпълнения и творческо приятелство между „Орера“ и беларуската група „Песняры“, художествен ръководител: Владимир Мулявин, техната съвместна дългосвиреща плоча е издадена от „Мелодия“ през 1978 г. В същото време телевизионният филм „Ореа, напред!“ (1970), режисьор: Заал Какабадзе, получава награда на телевизионния зрител като „Най-добрият музикален филм на десетилетието“. През същата година „Мелодия“ издава и самостоятелната плоча на Нани Брегвадзе, озаглавена „Старинные романсы“. От 1980 г. певицата започва успешна солова кариера на, като изпълнител на песни и романси, под акомпанимента на пианистката Медея Гонглиашвили.
През 1980 г. Вахтанг Кикабидзе придобива слава за изпълнението на песента на композитора Георги Мовсесян „Проводы любви“ (т. Михаил Танич). Певецът потвърждава успеха си със следващите песни-хитове на композитора Алексей Екимян: „Без сърце“ (т. Михаил Рябинин), „Невероятният остров“ (т. Михаил Танич), „Не можеш да кажеш нищо за песента“ (т. Игор Шаферан), „Стойте, младостта“, „Това е целият разговор“ (т. Феликс Лаубе); на композитора Георги Мовсесян: „Памет“, „Моите години“, „Скъпа земя“, „Песен на баща“ (т. Робърт Рождественски) и много други.
На многобройни концерти той е придружаван от музикантите Левон Шахбазян – клавирни и Теймурас Квителашвили – китара. В периода 1986 – 1990 г. Вахтанг Кикабидзе оглавява Грузинския държавен естраден оркестър „Реро“, изявява се самостоятелно на сцената и участва във филми. През 1987 г., по случай годишнината на групата, са издадени две дългосвирещи плочи „ВИА Орэра 25 лет“. През 1995 г., след петгодишно прекъсване в концертната дейност, Вахтанг Кикабидзе отново възобновява работата си на сцената като певец и автор на песни. През 1999 г., на „Звездния площад“ пред централната концертна зала „Россия“, в Москва е поставена неговата Звезда.
През пролетта на 2001 г. в Тбилиси се провеждат юбилейни концерти, посветени на 40-годишнината на „Орера“, Звездата на популярната група е поставена пред Държавната филхармония. В Москва на 14 – 16 септември театърът на Новата опера е домакин на юбилейните концерти на участници от легендарната група. Певците са поздравени от своите колеги: Нани Брегвадзе, Вахтанг Кикабидзе, Тамара Гвердцители, Сосо Павлиашвили, Йосиф Кобзон, ансамблите: „Сябры“, „Самоцветы“, „Новый Ариэль“ и други. Издаден е компактдиск на групата, озаглавен „Златни песни 1961 – 2001“.
В навечерието на тези концерти, на 13 септември, редакцията на вестник „Мир Мир Новости“ е домакин на пресконференцията на легендарните музиканти. Творческото ядро на „Орера“ по това време е вокален квартет, съставен от заслужени артисти от Грузия, рицари от ордена на честта: Гено Надирашвили – художествен ръководител, Теймураз Давитая, Тенгиз Жвания и Нугзар Квашали.
Продължавайки традициите на „Oрера“, е създадена групата „Oрера – 2001“ под ръководството на музикалния директор Георги Дзидзигури в състав: Натия Кокрашвили – водеща китара, вокал, Анна Гамцемлидзе – бас китара, вокали, Софико Геловани – вокали, Теона Хазалашвили – клавирни, вокални, Зураб Сухишвили – клавишни, вокални, Джордж Гарсеванишвили – саксофон, Заза Церцвадзе – ударни инструменти. На 8 ноември 2002 г. към „Орера“ се включва вокална група: Гено Надирашвили, Теймурас Давитай, Тенгиз Жваня и Нодар Читадзе, успешно се изявяват в клуб „Олимпия“ в Санкт Петербург.
В Москва групата провежда гала-концерти. На 30 ноември на „Площад на звездите“ пред централната концертна зала „Россия“ е поставена звездата на „Орера“. През 2006 г. идват новите членове на групата: Гено Надирашвили, Теймурас Давитая, Отар Кунчулия, Нодар Читадзе, Георги Миликишвили и Георги Циклаури.
През 2011 г. групата отпразнува своята 50-годишнина. Понастоящем „Орера“ концертира в Грузия и чужбина.
През декември 2017 г. в Голямата концертна зала на Държавната филхармония на Грузия се провежда юбилеен концерт на ансамбъла, озаглавен „Орера-55“, посветен на неговата 55-годишнина.
През юли 2019 г. Гено Надирашвили е награден със звезда пред Държавната филхармония на Грузия.
През март 2020 г. умира музикалният директор на групата Георги Дзидзигури.
През лятото на 2023 г. става известно, че Гено Надирашвили напуска поста артистичен директор на „Орера“, който заема повече от 35 години. Следващият директор е Георги Циклаури, член на ансамбъла от 2005 г.
Близостта на „Орера“ с богатите традиции на грузинската полифония и способността за правилното ѝ комбиниране със съвременния музикален език моментално правят стила на групата разпознаваем и неповторим. Преди „Орера“ практически никой на съветската сцена не е работил в жанра на синтеза на изначално фолклорен стил и модерна поп музика. В СССР „Орера“ е пионер в това. Въпреки това, никой не е успял да повтори такава компетентна и красива полифония, която е показана на сцената от „Орера“. Репертоарът на ансамбъла включва древни грузински песни, песни на народите на СССР, песни на народите по света, които музикантите научават от множеството чуждестранни турнета и „класиката“ на световната поп музика. По време на дългата си кариера групата изпява около 700 песни на 22 езика.

## Дискография

### Плочи на 78 оборота
- 1964 – Вок. квартет Грузии „Орэра“ (Мелодия – 0041707 – 8)
- 1964 – Вок. квартет Грузии „Орэра“ (Мелодия – 41755 – 6)
- 1965 – Вок. квартет Грузии „Орэра“ (Мелодия – 41757 – 8)
- 1965 – Вокально-инструментальный квартет Грузии „Орэра“ (Мелодия – 44119 – 20)
- 1965 – Маленькая баллада/ Дай мне помечтать (Мелодия – 44851 – 52)
- 1968 – Вокально-инструментальный ансамбль „Орэра“ (Мелодия – 0047517 – 18)[5]

### Малки плочи
- 1967 – Вокально-инструментальный ансамбль „Орэра“ (Мелодия – Д-00020831-32)
- 1967 – Вокально-инструментальный квинтет „Орэра“ (Мелодия – 46363 – 64)
- 1967 – Вокально-инструментальный квинтет „Орэра“ (Мелодия – 78 46371 – 2)
- 1968 – Вокально-инструментальный ансамбль „Орэра“ (Мелодия – ГД-000907-8)
- 1970 – Вокально-инструментальный ансамбль „Орэра“ (Мелодия – ГД-0001849-50)
- 1970 – Орэра (Мелодия – 33Д–00027469–70)
- 1970 – Орэра (Мелодия – ГД 0001855 – 6)
- 1970 – Орэра (Мелодия – ГД–0001881–82)
- 1970 – Вокально-инструментальный ансамбль „Орэра“ (Мелодия – Д–00027415–16)
- 1970 – Орэра (Мелодия – Д–00027469–70)
- 1970 – Вокально-инструментальный ансамбль „Орэра“ (Мелодия – ГД–0002299)
- 1971 – Орэра (Мелодия – Д 00030289 – 90)
- 1971 – Орэра (Мелодия – ГД–0002593–4)
- 1973 – Орэра (Мелодия – ГД 0003745 – 6)
- 1973 – Орэра (Мелодия – ГД–0003861–2)
- 1974 – Орэра (Мелодия – C62–04895–96)
- 1974 – Орэра и Аккорд (Мелодия – С62–04949–50)
- 1976 – Вокально-инструментальный ансамбль „Орэра“ (Мелодия – Г62–5729–30)
- 1979 – Вокально-инструментальный ансамбль „Орэра“ (Мелодия – Г62–07419–20)
- 1980 – Вокально-инструментальный ансамбль „Орэра“ (Мелодия – С62 14825 – 6)[5]

### Дългосвирещи плочи
- 1964 – Вокальный квартет Грузии „Орэра“ (Мелодия – Д–14121–2)
- 1967 – Орэра (Мелодия – Д–19629–30)
- 1967 – Орэра (Мелодия – Д–22249–50)
- 1968 – Поёт вокальный квартет „Орэра“ (ГДРЗ, Заказ 774, Магнитофильм №532)
- 1969 – Oрэра и Диэло (Мелодия – С 01743 – 44)
- 1970 – Орэра (Мелодия – Д–028413–14)
- 1970 – Орэра (Мелодия – 33Д–029741–42)
- 1970 – Орэра (Мелодия – Д–028413–14)
- 1970 – Орэра (Мелодия – Д–029741–42)
- 1973 – Орэра (Мелодия – 33ГД–0003861–2/ 33C62–04895–96)
- 1974 – Нам 10 лет (Мелодия – 33С–04735–36)
- 1974 – Орэра – сегодня (Мелодия – 33С–04737–38)
- 1974 – Орэра (две плочи) (Мелодия – 33С–04735–38)
- 1976 – Орэра (Мелодия – 33С–08189–90)
- 1978 – Песняры и Орэра (Мелодия – 33C60–11287–11630)
- 1979 – В старом Тбилиси (Мелодия – C60–12441–42)
- 1987 – Орэра 25 лет (две плочи) (Мелодия – С60–24795–98)
- 1990 – Моя Грузия здесь (Мелодия – С60–30327–002)[5]

### Аудиокасети
- 1971 – Вокально-инструментальный ансамбль „Орэра“ (Мелодия – СМ 00038)
- 1973 – Вокально-инструментальный ансамбль „Орэра“ (Мелодия – М–00261)
- 1974 – Вокально-инструментальный ансамбль „Орэра“ (Мелодия – СМ–00341)
- 1977 – Вокально-инструментальный ансамбль „Орэра“ (Мелодия – СМ–00458)[5]

### Компактдискове
- 2001 – Золотые песни 1961 – 2001 (RDM – CDRDM 0108285)
- 2005 – Grand Collection (Квадро-Диск ‎– GCR 160)
- 2005 – Орэра 45 лет (Квадро-Диск ‎– KTL05-030)
- 2008 – ОРЭРА (Мелодия – MEL CD 60 01344)[6][7]
- 2014 – Лучшие песни